# گرادیومتری گرانش

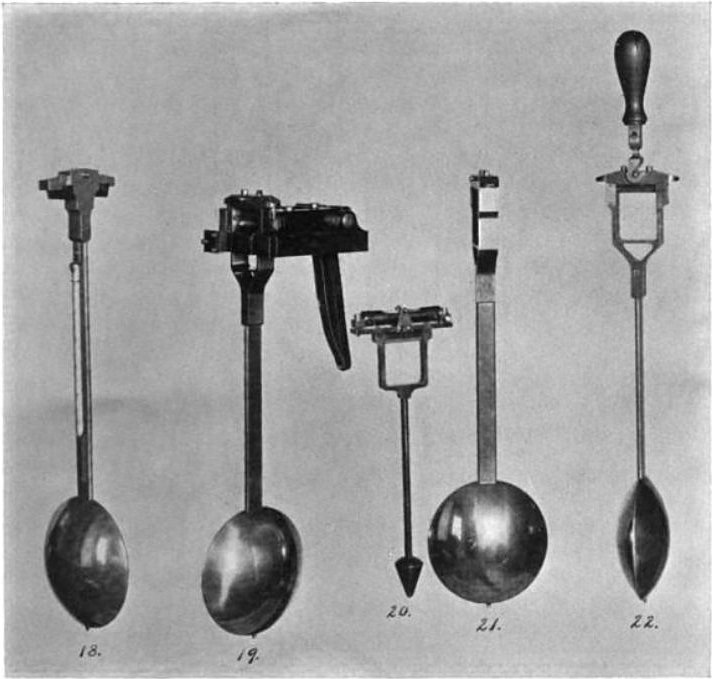
آونگ هایی که در گرانی سنج مندنهال به کار می روند.

گرادیومتری گرانش (به انگلیسی: Gravity gradiometry) اندازه گیری و خوانش تغییرات در میدان گرانشی زمین است. گرادیان گرانش تغییرات فضایی شتاب گرانش است. از آنجایی که شتاب کمیتی برداری است که بزرگی و جهت دارد، گرادیان گرانش کامل یک تانسور ۳ در ۳ است.
جویندگان نفت و معادن برای اندازه گیری چگالی سنگ بستر، از راه اندازه گیری تغییرات شتاب گرانش ناشی از ویژگی های سنگ های زیرین، گرادیومتری گرانش را به کار می برند. با به کارگیری این اطلاعات ساختن تصویری از ناهمگونی های سنگ بستر که می تواند برای جایابی دقیق تر نفت، گاز و مواد معدنی به کار رود، ممکن می شود. گرادیومتری گرانش همچنین برای به دست آوردن تصویری از چگالی ستون آب زمانی که جایابی اجسام غوطه ور مورد نیاز است یا در ژرفاسنجی، به کار می رود. فیزیکدانان از گرانی سنج ها برای تعیین اندازه و شکل دقیق زمین استفاده می کنند و به سامانه های ناوبری اینرسی از راه جبران های گرانشی کمک می کنند.